# Énergie éolienne en Espagne

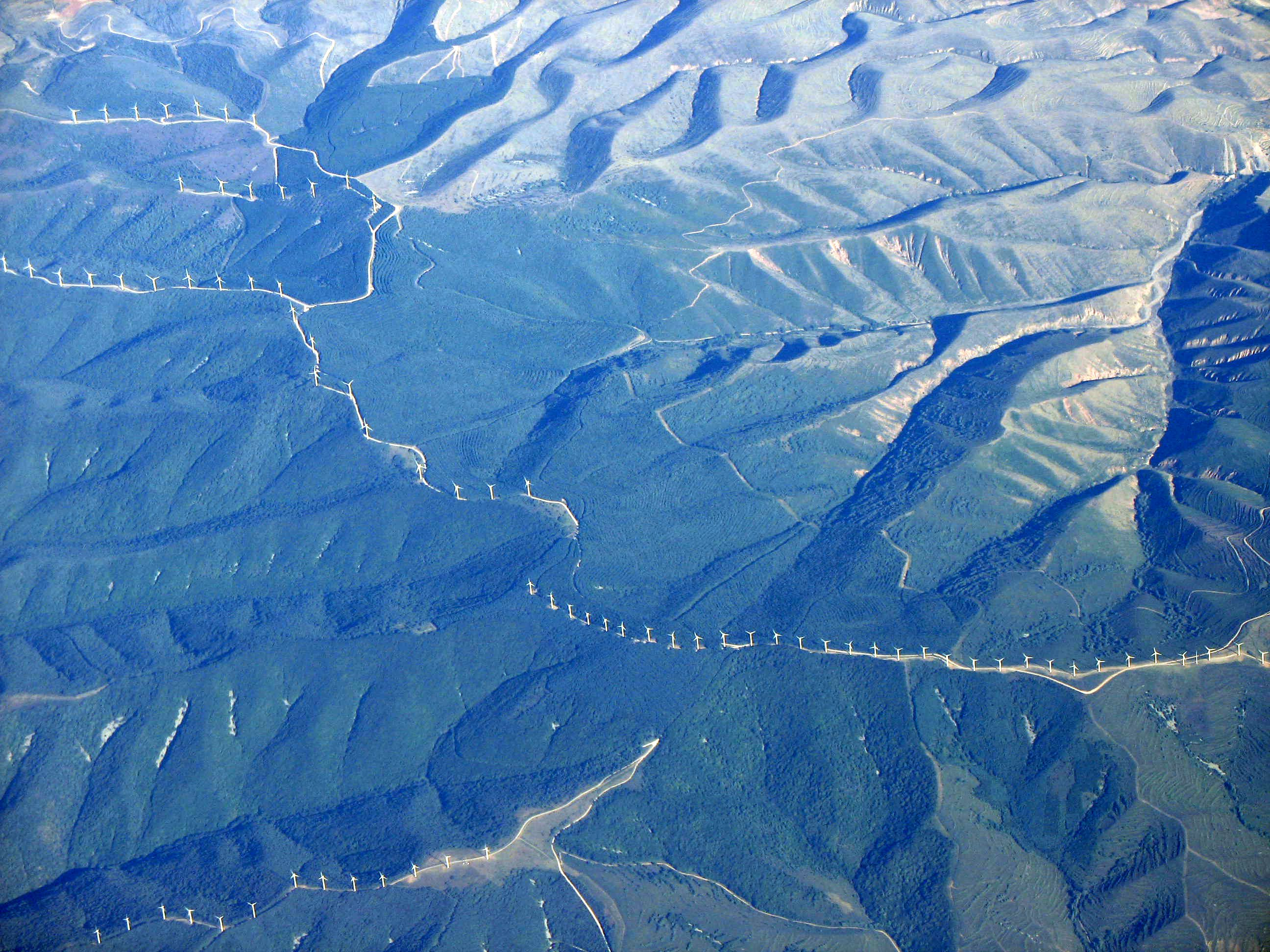
Vue aérienne d'un parc éolien en Espagne

L'énergie éolienne est une source d'énergie très importante en Espagne, pays qui a joué un rôle pionnier dans le développement de cette technique, mais a arrêté sa progression de 2013 à 2017 ; un léger redémarrage s'est produit en 2018, largement amplifié en 2019, année où l'Espagne s'est classée au deuxième rang européen en termes de mises en service ; l'éolien assurait 22,5 % de la production électrique espagnole en 2023.
L’Espagne est en 2024 le 2e producteur d'électricité éolienne en Europe avec 12,8 % du total de l'Union européenne contre 28,5 % pour l'Allemagne, qui lui a ravi le premier rang en 2014. Sa puissance installée représente 13,7 % du total européen fin 2024 contre 31,4 % pour l'Allemagne, et 2,8 % du parc mondial, au 6e rang mondial. La puissance installée par habitant de l'Espagne était en 2024 supérieure de 27 % à la moyenne de l'UE, au 6e rang européen.
Au niveau mondial, l'Espagne se classait en 2023 au 7e rang pour la production d'électricité d'origine éolienne avec 2,8 % de la production éolienne mondiale, loin derrière la Chine : 38,1 %, les États-Unis : 18,5 % et l'Allemagne : 6,1 %. Elle se classait au 6e rang pour la part de l'éolien dans la production d'électricité : 22,5 %, derrière le Danemark (57,6 %), le Royaume-Uni (28,7 %), l'Allemagne (27,0 %), le Portugal (26,9 %) et les Pays-Bas (24,0 %).
L'Espagne comptait trois acteurs majeurs du secteur éolien européen : Gamesa, Iberdrola Renovables et Acciona Energy. Mais deux de ces entreprises ont fusionné avec des groupes allemands : Acciona avec Nordex en 2015 et Gamesa avec Siemens en 2016.

## Production d'électricité éolienne

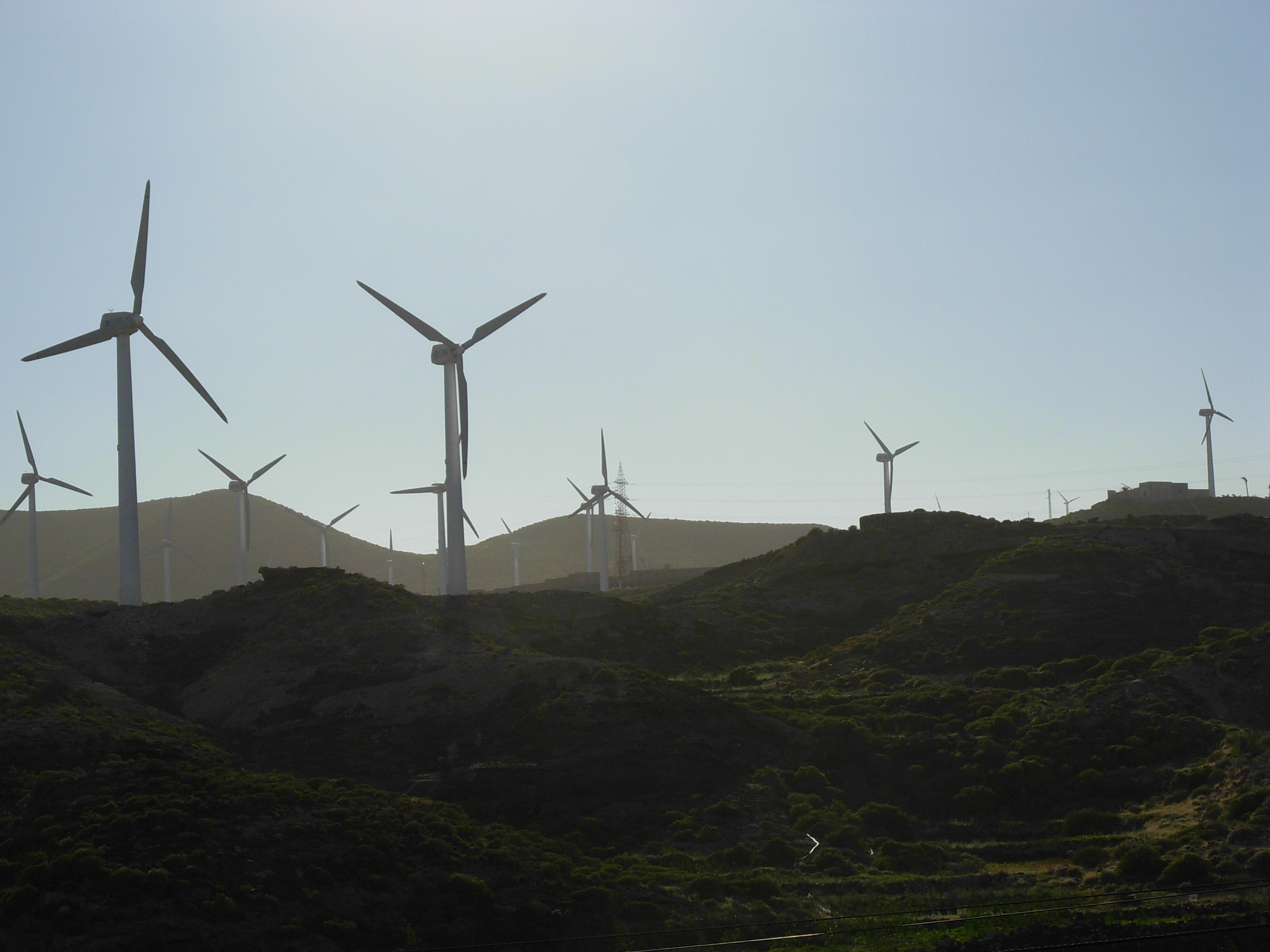
Ferme éolienne à Tenerife

Selon EurObserv'ER, la production éolienne de l’Espagne s'est élevée en 2024 à 62 444 GWh, en baisse de 2,8 % par rapport à 2023, au 2e rang des producteurs éoliens de l'Union européenne (UE), avec 12,8 % du total de l'UE, derrière l'Allemagne : 138 859 GWh (28,5 %) et devant la France : 44 853 GWh (9,2 %).
La production éolienne de l’Espagne s'est élevée, selon l'Agence internationale de l'énergie, à 64 198 GWh en 2023, en hausse de 2,3 % par rapport à 2022, soit 22,5 % de la production nationale brute d'électricité. Elle se classe au 7e rang mondial avec 2,8 % du total mondial, loin derrière la Chine (38,1 %), les États-Unis (18,5 %) et l'Allemagne (6,0 %), et au 6e rang pour la part de l'éolien dans la production d'électricité : 22,5 %, derrière le Danemark (57,6 %), le Royaume-Uni (28,7 %), l'Allemagne (27,0 %), le Portugal (26,9 %) et les Pays-Bas (24,0 %).
Selon EurObserv'ER, la production éolienne de l’Espagne s'est élevée en 2023, à 64 153 GWh, en hausse de 2,2 % par rapport à 2022, au 2e rang des producteurs éoliens de l'Union européenne (UE), avec 13,5 % du total de l'UE, derrière l'Allemagne : 142 103 GWh (29,8 %) et devant la France : 50 600 GWh (10,6 %).
L'Energy Institute estime la production éolienne de l'Espagne en 2023 à 64,2 TWh, soit 2,8 % de la production éolienne mondiale, au 7e rang mondial, loin derrière la Chine : 38,1 %, les États-Unis : 18,5 % et l'Allemagne : 6,1 %. La part de l'éolien dans la production d'électricité espagnole est estimée à 22,8 %, plaçant le pays au 6e rang pour la part de l'éolien dans la production d'électricité, derrière le Danemark (57,7 %), le Royaume-Uni (28,7 %), l'Allemagne (27,7 %), le Portugal (26,8 %) et les Pays-Bas (23,6 %).
| Année | Production (GWh) | Accroissement | Part prod.élec. |
| 1995  | 270              |               | 0,2 %           |
| 2000  | 4 727            |               | 2,1 %           |
| 2005  | 21 176           |               | 7,2 %           |
| 2006  | 23 297           | +10 %         | 7,8 %           |
| 2007  | 27 568           | +18 %         | 9,0 %           |
| 2008  | 32 946           | +20 %         | 10,5 %          |
| 2009  | 38 117           | +16 %         | 12,9 %          |
| 2010  | 44 271           | +16 %         | 14,7 %          |
| 2011  | 42 918           | -3 %          | 14,6 %          |
| 2012  | 49 472           | +15 %         | 16,6 %          |
| 2013  | 55 646           | +12,5 %       | 19,5 %          |
| 2014  | 52 013           | -6,5 %        | 18,7 %          |
| 2015  | 49 325           | -5,2 %        | 17,6 %          |
| 2016  | 48 906           | -0,8 %        | 17,8 %          |
| 2017  | 49 127           | +0,5 %        | 18,2 %          |
| 2018  | 50 896           | +3,6 %        | 18,5 %          |
| 2019  | 55 647           | +9,3 %        | 20,4 %          |
| 2020  | 56 444           | +1,4 %        | 21,4 %          |
| 2021  | 62 061           | +10,0 %       | 22,6 %          |
| 2022  | 62 784           | +1,2 %        | 21,5 %          |
| 2023  | 64 198           | +2,3 %        | 22,5 %          |
| 2024  | 62 444           | -2,8 %        | nd              |

La progression de la pénétration de l'éolien dans la production d'électricité a été très rapide jusqu'en 2013, puis a été stoppée par la suppression des aides, avant de redémarrer en 2018 avec la reprise des aides :
Pour des raisons techniques, il est temporairement impossible d'afficher le graphique qui aurait dû être présenté ici.

Part de l'éolien dans la production d'électricité (Source : AIE)
La production éolienne de l’Espagne s'est classée en 2023, selon EurObserv'ER, au 2e rang des producteurs éoliens de l'Union européenne (UE), avec 13,5 % du total de l'UE, derrière l'Allemagne (29,8 %) et devant la France (10,6 %).
La production éolienne de l’Espagne s'est classée en 2022, selon EurObserv'ER, au 2e rang des producteurs éoliens de l'Union européenne (UE), avec 14,9 % du total de l'UE, derrière l'Allemagne (29,9 %) et devant la France (9,0%).
Selon EurObserv'ER, l'Espagne était en 2021 le 2e producteur d'électricité éolienne européen avec 62 009 GWh, soit 16,1 % du total de l'Union européenne, derrière l'Allemagne : 113 848 GWh (29,6 %).
La production éolienne de l’Espagne a été de 49 570 GWh en 2018, en hausse de 3,5 % par rapport à 2017, soit 17,8 % de la production nationale nette d'électricité. Le facteur de charge moyen du parc éolien espagnol a été de 24,3 %.
L'éolien couvrait 18,8 % de la consommation électrique espagnole en 2017-2018 (juillet-juin) ; ce taux atteignait 40,5 % au Danemark, 28,1 % en Irlande, 24,9 % au Portugal, 20,4 % en Allemagne, 14,1 % au Royaume-Uni, 11,2 % en Suède et 5,7 % en France.
En 2018, la part de l'énergie éolienne dans la production péninsulaire a atteint son maximum le 11 mars à 45,3 % et son minimum le 19 septembre à 2,4 %.
L'Espagne se classait en 2017 au 2e rang européen avec 49 100 GWh, soit 13,9 % du total européen, derrière l'Allemagne : 104 900 GWh (29,7 %) et devant le Royaume-Uni : 45 510 GWh ; la production espagnole n'a progressé que de 0,4 % en 2017 alors que celle de l'Union européenne s'est accrue de 16,7 %. Elle était au 6e rang mondial des producteurs d'électricité éolienne, avec 4,4 % de la production mondiale, derrière la Chine (26,2 %), les États-Unis (22,8 %), l'Allemagne (9,4 %), l'Inde (4,5 %) et le Royaume-Uni (4,4 %).
L'Espagne a perdu en 2014 le premier rang des producteurs d'électricité éolienne en Europe : 51 138 GWh (20,7 % du total européen, 23,2 % en 2013) contre 55 969 GWh en Allemagne.

## Puissance installée
L'Espagne a installé 980 MW en 2024, portant sa puissance installée éolienne à 31 853 MW fin 2024 (+3,2 %). Elle reste au 2e rang européen avec 13,7 % du total de l'Union européenne, derrière l'Allemagne (72 786 MW, soit 31,4 %) et devant la France (24 966 MW, 10,8 %). Sa part dans les installations de l'année est de 7,3 %, au 6e rang.
La puissance installée par habitant de l'Espagne s'élevait en 2024 à 655,2 W, supérieure de 26,9 % à la moyenne de l'UE (516,2 W), au 6e rang européen derrière la Suède (1 632,1 W), la Finlande, le Danemark, l'Irlande et l'Allemagne (872,1 W).
Au niveau mondial, l'Espagne se situe au 6e rang avec 2,8 % du total mondial en 2024, derrière la Chine (45,8 %), les États-Unis (13,6 %), l'Allemagne (6,4 %), l'Inde (4,2 %) et le Brésil (3,0 %). Les nouvelles installations d'éoliennes en Espagne ont représenté seulement 1,0 % du marché mondial contre 68 % pour la Chine, 3,5 % pour les États-Unis, 3,4 % pour l'Allemagne et 2,9 % pour l'Inde[.
L'Espagne a installé 661 MW en 2023, portant sa puissance installée éolienne à 30 775 MW fin 2023 (+2,2 %). Elle reste au 2e rang européen avec 14,1 % du total de l'Union européenne, derrière l'Allemagne (69 474 MW, soit 31,8 %) et devant la France (22 390 MW, 10,2 %). Sa part dans les installations de l'année tombe à 4,2 %, au 7e rang.
La puissance installée par habitant de l'Espagne s'élevait en 2023 à 640 W, supérieure de 31 % à la moyenne de l'UE (487 W), au 6e rang européen derrière la Suède (1 533,4 W), la Finlande, le Danemark, l'Irlande et l'Allemagne (823,6 W).
La progression de la puissance installée éolienne a été rapide, de 1,54 % du parc électrique national en 1998 à 21,1 % en 2012, puis s'est arrêtée avant de reprendre à partir de 2018 :
Pour des raisons techniques, il est temporairement impossible d'afficher le graphique qui aurait dû être présenté ici.

Évolution de la puissance installée (Source : REE, EurObserv'ER)

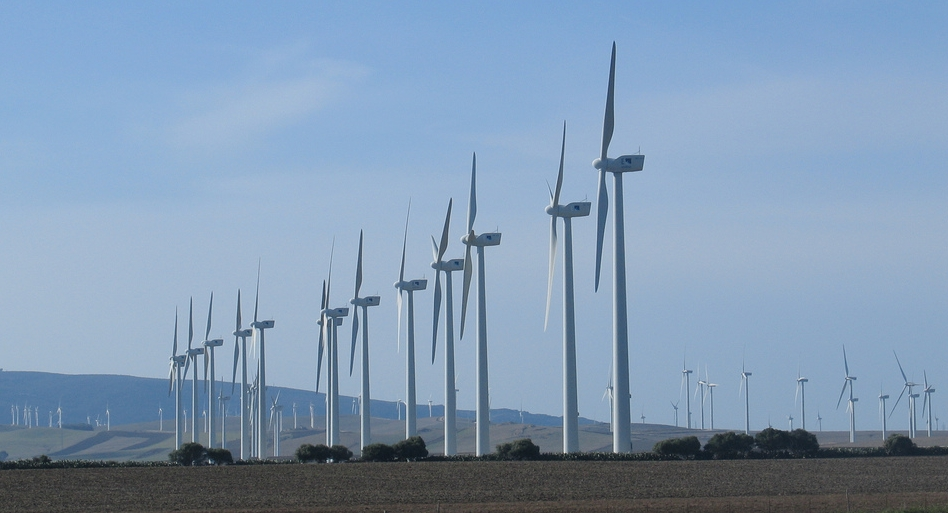
Parc éolien à Cadix.

L'Espagne a installé 1 135 MW en 2022, portant sa puissance installée éolienne à 29 043 MW fin 2022 (+4,1 %). Elle reste au 2e rang européen avec 14,3 % du total de l'Union européenne, derrière l'Allemagne (32,7 %) et devant la France (10,2 %).
La puissance installée par habitant de l'Espagne s'élevait en 2022 à 612,3 W, supérieure de 35 % à la moyenne de l'UE (453,7 W), au 6e rang européen derrière la Suède, le Danemark, la Finlande, l'Irlande et l'Allemagne.
Au niveau mondial, l'Espagne se situe au 5e rang avec 3,2 % du total mondial en 2022, loin derrière la Chine (40,4 %), les États-Unis (16 %), l'Allemagne (7,3 %) et l'Inde (4,6 %). Les nouvelles installations d'éoliennes en Espagne ont représenté seulement 2,1 % du marché mondial contre 48,5 % pour la Chine, 11,1 % pour les États-Unis et 5,2 % pour le Brésil.
L'Espagne a installé 756 MW en 2021, portant sa puissance installée éolienne à 27 575 MW, au 2e rang européen avec 14,7 % du total de l'Union européenne, derrière l'Allemagne (63 865 MW) et devant la France (18 548 MW) et au 5e rang mondial avec 3,3 % du parc mondial et au 5e rang mondial avec 3,3 % du parc mondial.
Les nouvelles installations de 2019 se sont élevées à 2 319 MW, au deuxième rang européen (15 % du marché européen) derrière le Royaume-Uni (2 393 MW), portant la puissance installée éolienne à 25 808 MW fin 2019 (dont 5 MW en mer), soit 13,4 % du total européen contre 31,9 % pour l'Allemagne. Les mises en service de 2019 sont les plus élevées depuis 2009 ; elles découlent pour la plupart des appels d'offres de 2016 et 2017 qui avaient totalisé plus de 4 GW.
L’Espagne a installé, selon EurObserv'ER, 394 MW en 2018, portant à 23 494 MW la puissance installée de son parc éolien, au 2e rang européen avec 13,1 % du total de l'Union européenne, derrière l'Allemagne (58 908 MW) ; les installations ont quadruplé en 2018.
La puissance installée éolienne atteignait, à la fin 2018, 23 507 MW, en progression de 1,6 %. Cette progression a surtout concerné les Canaries, dont la puissance installée éolienne a doublé en un an, passant de 207 MW à 413 MW, dans le cadre du Plan éolien canarien, qui comprend aussi l'installation de lignes électriques pour relier les nouveaux parcs éoliens aux centres de consommation.
Le parc éolien de l’Espagne était, avec 23 170 MW de puissance installée fin 2017, au 2e rang européen (13,7 % du parc éolien de l'Union européenne) et au 5e rang mondial (4,3 % du parc éolien mondial) derrière ceux de la Chine (188 232 MW), des États-Unis (89 077 MW), de l'Allemagne (56 132 MW) et de l'Inde (32 848 MW). Les installations réalisées au cours de l'année 2017 se sont limitées à 96 MW.
L’Espagne se place en 2017 au 6e rang européen pour la puissance installée par habitant : 498 W/hab, après le Danemark (960 W/hab), l'Irlande, la Suède, l'Allemagne et le Portugal ; la moyenne de l'Union européenne est de 330 W/hab.
La puissance installée n'a progressé que de 175 MW en 2013 (1 032 MW en 2012), niveau le plus faible depuis 16 ans ; ces 175 MW étaient le reliquat des dossiers déjà acceptés au registre de pré-allocation avant la suspension des aides ; plusieurs sociétés ont préféré mettre en attente des projets déjà approuvés (928 MW) pour prendre leur décision au vu du contenu de la réforme annoncée pour 2014.
Sur la période du mois de mars 2011, l'énergie éolienne a été, pour la première fois de l'histoire, la principale source d'électricité espagnole avec une production de 4 738 GWh. Sur le premier trimestre, les énergies renouvelables ont fourni 40,5 % de la demande avec 21 % pour l'éolien selon REE (Red Electrica de España). Madrid visait une puissance installée de 40 000 MW installés en 2020 contre près de 21 000 MW actuellement, mais la suspension des aides aux énergies renouvelables décidée en janvier 2012 par le gouvernement espagnol porte un coup d'arrêt au développement de l'éolien (au-delà des installations ayant reçu leurs permis avant la décision du gouvernement), qui ne peut se développer sans subventions.
Le Conseil Mondial de l'Énergie prévoyait en 2010 une puissance éolienne installée de 40 000 MW en 2020, et soulignait que les programmes d'incitation en faveur de l'éolien (aides au financement, tarifs d'achat obligatoires, organisation du marché, programmes de R&D) avaient fortement contribué à l'essor de l'éolien. Les fabricants autochtones atteignaient 70 % de part de marché pour les turbines installées en Espagne, le leader étant Gamesa.
| Puissance installée par Communauté Autonome (MW) | Puissance installée par Communauté Autonome (MW) | Puissance installée par Communauté Autonome (MW) | Puissance installée par Communauté Autonome (MW) | Puissance installée par Communauté Autonome (MW) | Puissance installée par Communauté Autonome (MW) |
| Rang                                             | Communauté Autonome                              | 2011                                             | 2012                                             | MW/100 km2                                       |                                                  |
| ------------------------------------------------ | ------------------------------------------------ | ------------------------------------------------ | ------------------------------------------------ | ------------------------------------------------ | ------------------------------------------------ |
| 1                                                | Castille-et-León                                 | 4 835                                            | 5 597                                            | 5,94                                             |                                                  |
| 2                                                | Castille-La Manche                               | 3 709                                            | 3 784                                            | 4,76                                             |                                                  |
| 3                                                | Galice                                           | 3 291                                            | 3 324                                            | 11,24                                            |                                                  |
| 4                                                | Andalousie                                       | 3 037                                            | 3 233                                            | 3,70                                             |                                                  |
| 5                                                | Aragon                                           | 1 727                                            | 1 797                                            | 3,77                                             |                                                  |
| 6                                                | Catalogne                                        | 1 020                                            | 1 284                                            | 4,00                                             |                                                  |
| 7                                                | Communauté valencienne                           | 1 190                                            | 1 193                                            | 5,13                                             |                                                  |
| 8                                                | Navarre                                          | 984                                              | 987                                              | 9,50                                             |                                                  |
| 9                                                | La Rioja                                         | 448                                              | 448                                              | 8,88                                             |                                                  |
| 10                                               | Asturies                                         | 430                                              | 434                                              | 4,09                                             |                                                  |
| 11                                               | Murcie                                           | 191                                              | 263                                              | 2,32                                             |                                                  |
| 12                                               | Pays basque                                      | 194                                              | 194                                              | 2,68                                             |                                                  |
| 13                                               | Îles Canaries                                    | 145                                              | 145                                              | 1,95                                             |                                                  |
| 14                                               | Cantabrie                                        | 35                                               | 35                                               | 0,66                                             |                                                  |
| 15                                               | Îles Baléares                                    | 4                                                | 4                                                | 0,08                                             |                                                  |
|                                                  | Total Espagne (MW)                               | 21 240                                           | 22 722                                           | 4,49                                             |                                                  |

## Éolien en mer
L'Espagne a connecté en 2018 son deuxième parc pilote éolien en mer : le projet Elican (5 MW), au large des Canaries, portant la puissance de son parc éolien en mer à 10 MW.
Selon EurObserv'ER, la puissance installée du parc éolien en mer espagnol est de 5 MW en 2024, sans changement depuis 2018.

## Principaux parcs éoliens
La liste exhaustive des parcs éoliens espagnols est disponible sur The Windpower, qui recense 983 parcs totalisant 23 324 MW en février 2016.
Les grands parcs ci-dessous sont des complexes de plusieurs parcs de quelques dizaines de MW chacun :
- El Marquesado (198 MW), à Grenade (Andalousie), 2008[31] ;
- Maranchon (208 MW), Guadalajara, 2006 ;
- Sisante (196 MW), Cuenca ;
- San Lorenzo A,B,C,D (160 MW) à Castromonte, Valladolid (Castilla y Leon).

## Acteurs
En 2024, deux des neuf principaux développeurs européens sont espagnols : Iberdrola Renovables : 1er rang européen avec 20 747 MW de puissance éolienne terrestre exploitée fin 2024 plus 2 373 MW en mer, et Acciona : 6e rang européen avec 10 411 MW exploités, dont 5 109 MW en Europe.
En 2018, deux des douze principaux développeurs européens sont espagnols : Iberdrola Renovables : 1er rang européen avec 16 215 MW de puissance installée cumulée fin 2018, 4,05 M€ de chiffre d'affaires dans les énergies renouvelables ; et Acciona Energy : 6e rang européen avec 7 634 MW, 1,74 M€ de chiffre d'affaires. Mais Acciona Windpower a été acheté par l'allemand Nordex en 2016. Gamesa, qui figurait au 5e rang européen en 2015, a été racheté par Siemens en 2016.
Gamesa était le 5e fabricant d'éoliennes au monde en 2015 avec 3 100 MW fournis en 2015 ; le 1er, le chinois Goldwind, a fourni 7 800 MW ; les effectifs de Gamesa étaient de 6 400 employés et son chiffre d'affaires de 3 504 M€.
Gamesa et Areva ont annoncé en janvier 2014 la constitution d'une filiale commune à 50/50 destinée au développement et à la vente d'éoliennes offshore, en particulier l'éolienne de 8 MW déjà annoncée par Areva ; cette filiale, nommée Adwen, a été lancée en mars 2015, avec un portefeuille de commandes de 2,8 GW. En 2015, Acciona a fusionné avec l'entreprise allemande Nordex. En juin 2016, Gamesa a été racheté par Siemens ; cette fusion a créé le plus grand groupe éolien mondial avec 15 % de part de marché devant General Electric (11 %) et Vestas (10 %) ; Gamesa a racheté la part d'Areva dans Adwen.

## Projets et prévisions
L'Association entrepreneuriale éolienne (AEE) a présenté à la conférence du Plan National de R&D le projet REVE (Régulation Éolienne par Véhicules Électriques),. Les véhicules électriques et hybrides rechargeables pourraient être rechargés durant la nuit, pour mieux mettre à profit l'énergie des éoliennes ; ainsi, ils pourraient ensuite restituer au réseau l'électricité accumulée dans la journée à un prix plus élevé.

### Ouvrages - publications
: document utilisé comme source pour la rédaction de cet article.
- (en) Global Wind Report 2025, Global Wind Energy Council, 23 avril 2025 (lire en ligne [PDF]).
- Baromètre éolien 2024, EurObserv'ER, 28 mars 2024 (lire en ligne [PDF]).
- Baromètre éolien 2023, EurObserv'ER, 28 mars 2023 (lire en ligne [PDF]).
- Baromètre éolien 2022, EurObserv'ER, mars 2022 (lire en ligne [PDF]).